# Ligidium assimile
Ligidium assimile är en kräftdjursart som beskrevs av Hans Strouhal 1971. Ligidium assimile ingår i släktet Ligidium och familjen gisselgråsuggor. Inga underarter finns listade i Catalogue of Life.